# Ranchester
Ranchester és una població dels Estats Units a l'estat de Wyoming. Segons el cens del 2000 tenia 701 habitants.

## Demografia
Segons el cens del 2000, Ranchester tenia 701 habitants, 277 habitatges, i 191 famílies. La densitat de població era de 451,1 habitants/km².
Dels 277 habitatges en un 36,8% hi vivien nens de menys de 18 anys, en un 53,8% hi vivien parelles casades, en un 12,6% dones solteres, i en un 31% no eren unitats familiars. En el 26% dels habitatges hi vivien persones soles el 12,6% de les quals corresponia a persones de 65 anys o més que vivien soles. El nombre mitjà de persones vivint en cada habitatge era de 2,53 i el nombre mitjà de persones que vivien en cada família era de 3,08.
Per edats la població es repartia de la següent manera: un 30,1% tenia menys de 18 anys, un 7,6% entre 18 i 24, un 25% entre 25 i 44, un 26,2% de 45 a 60 i un 11,1% 65 anys o més.
L'edat mediana era de 37 anys. Per cada 100 dones de 18 o més anys hi havia 90,7 homes.
La renda mediana per habitatge era de 36.094 $ i la renda mediana per família de 46.389 $. Els homes tenien una renda mediana de 36.875 $ mentre que les dones 20.804 $. La renda per capita de la població era de 15.421 $. Entorn del 18,2% de les famílies i el 16,7% de la població estaven per davall del llindar de pobresa.

## Poblacions més properes
El següent diagrama mostra les poblacions més properes.